# Eupithecia valeria
Eupithecia valeria là một loài bướm đêm trong họ Geometridae.